# Балбесы 3D
«Балбе́сы 3D» (дат. Olsen Banden på de bonede gulve) — датский полнометражный мультфильм.

## Сюжет
Эгон Ольсен — закоренелый преступник и, одновременно, криминальный гений. Его постоянные друзья и сообщники — Бенни и Кьель. Однажды ночью они решают украсть из сейфа в музее перо Ханса Кристиана Андерсена. Оказывается, что пера там нет — вместо него там хранится авторучка. Бени и толстяк Кьель успевают убежать, а Эгона хватает полиция. За этим на улице, в машине, наблюдают премьер-министр и его помощник Нельсон.
Спустя время, Эгона выпускают из тюрьмы, его встречают Бени и Кьель. Бенни рассказывает, что два его знакомых механика хотят участвовать в их следующем деле, но Эгон выступает против этого. Эгон решает раздобыть перо Андерсена, поняв, что Нельсон его подставил. У него есть новый план как пробраться в кабинет к премьер-министру.

## Даты выхода
Датский анимационный фильм был выпущен в нескольких странах.
| Страна         | Дата выхода                                         | Название фильма                       |
| -------------- | --------------------------------------------------- | ------------------------------------- |
| Дания          | 15 октября 2010                                     | Olsen-banden på de bonede gulve       |
| Россия         | 24 марта 2011                                       | Балбесы 3D                            |
| Казахстан      | 24 марта 2011                                       | Балбесы 3D                            |
| Германия       | 5 мая 2011                                          | Die Olsenbande in feiner Gesellschaft |
| Венгрия        | 9 октября 2013                                      | Az Olsen-banda — Előkelő körökben     |
| Польша         | 20 ноябрь 2013                                      | Gang Olsena wraca do gry              |
| Великобритания | Международное название фильма (на английском языке) | Olsen Gang Gets Polished              |

## Дополнительно
Банда Ольсена (Olsen Gang) — герои серии фильмов датской киностудии Nordisk Film. Первый фильм серии вышел в 1968 году. Далее фильмы выходили через каждые год-два до 1981 года. После фильмы стали выходить всё реже, однако, авторы фильма до сегодняшнего дня не отказываются от выпуска новых серий. Всего было снято около 18 серий, последний фильм вышел на экраны Дании в 2013 году. В фильме был даже сам Андерс Фог Рассмусен.